# Ahmed Ali (författare)
Ahmed Ali, född 1 juli 1910 i New Delhi i Indien, död 14 januari 1994 Karachi i Pakistan, var en pakistansk författare.
Ali studerade vid muslimska universitetet i Aligarh och vid universitetet i Lucknow. Förutom författare var han även universitetslärare, diplomat och affärsman.
Ali blev internationellt känd i och med utgivningen av hans första roman, Twilight in Delhi (utgiven 1940), som var skriven på engelska och är en krönika över engelsk kolonialism och undertryckandet av den muslimska aristokratin. Hans andra roman, Ocean of Night (utgiven 1964), undersöker den kulturella klyftan som 1947 ledde till skapandet av Indien och Pakistan.
Hans romankonst gör det möjligt att se islamisk kultur och tradition i det hinduiskt dominerande Indien. Han var även en skicklig översättare och litteraturkritiker.

### Fotnoter
1. ↑  CONOR.Sl, CONOR.SI-ID: 63491171, läst: 9 oktober 2017.[källa från Wikidata]
2. ↑  The Literary Encyclopedia, The Literary Dictionary Company Limited, The Literary Encyclopedia person-ID: 4984, läst: 10 juli 2023.[källa från Wikidata]
3. ↑  Encyclopædia Britannica, Encyclopædia Britannica Online-ID: biography/Ahmed-Alitopic/Britannica-Online, läst: 9 oktober 2017.[källa från Wikidata]
4. ↑  SNAC, SNAC Ark-ID: w6042rfw, läs online, läst: 9 oktober 2017.[källa från Wikidata]
5. ↑  Library of Congress Authorities, USA:s kongressbibliotek, id-nummer i USA:s kongressbiblioteks katalog: n50044607, läst: 23 februari 2020.[källa från Wikidata]
6. ↑  Ali, Ahmed (1964) (på engelska). Ocean of night. London: Peter Owen. Libris 518174